# Капріє (Шибеник)
Капріє (хорв. Kaprije) — населений пункт у Хорватії, у Шибеницько-Книнській жупанії у складі міста Шибеник.

## Населення
Населення за даними перепису 2011 року становило 189 осіб.
Динаміка чисельності населення поселення:

## Клімат
Середня річна температура становить 15,76 °C, середня максимальна – 26,13 °C, а середня мінімальна – 4,40 °C. Середня річна кількість опадів – 686 мм.
| Клімат поселення                              | Клімат поселення | Клімат поселення | Клімат поселення | Клімат поселення | Клімат поселення | Клімат поселення | Клімат поселення | Клімат поселення | Клімат поселення | Клімат поселення | Клімат поселення | Клімат поселення | Клімат поселення |
| Показник                                      | Січ.             | Лют.             | Бер.             | Квіт.            | Трав.            | Черв.            | Лип.             | Серп.            | Вер.             | Жовт.            | Лист.            | Груд.            |                  |
| Середній максимум, °C                         | 12,86            | 13,04            | 14,39            | 17,27            | 22,10            | 26,13            | 26,04            | 25,86            | 22,77            | 19,51            | 15,49            | 12,23            |                  |
| Середня температура, °C                       | 8,63             | 8,81             | 10,17            | 13,01            | 17,86            | 21,87            | 23,84            | 23,66            | 20,59            | 17,33            | 13,30            | 10,03            |                  |
| Середній мінімум, °C                          | 4,40             | 4,57             | 5,93             | 8,81             | 13,63            | 17,67            | 21,66            | 21,47            | 18,40            | 15,13            | 11,13            | 7,81             |                  |
| Норма опадів, мм                              | 63               | 54               | 58               | 59               | 45               | 44               | 23               | 39               | 70               | 74               | 85               | 72               |                  |
| Середньомісячна швидкість вітру, м/с          | 3.14             | 3.27             | 3.40             | 3.20             | 2.80             | 2.60             | 2.60             | 2.50             | 2.77             | 2.90             | 3.51             | 3.41             |                  |
| Середньомісячна сонячна радіація, кДж/м²·день | 5393             | 8150             | 11938            | 16813            | 21019            | 23584            | 25188            | 21890            | 16242            | 10508            | 5849             | 4628             |                  |
| --------------------------------------------- | ---------------- | ---------------- | ---------------- | ---------------- | ---------------- | ---------------- | ---------------- | ---------------- | ---------------- | ---------------- | ---------------- | ---------------- | ---------------- |
| Джерело:                                      |                  |                  |                  |                  |                  |                  |                  |                  |                  |                  |                  |                  |                  |